# Calathea communis
Calathea communis là một loài thực vật có hoa trong họ Marantaceae. Loài này được Wand. & S.Vieira mô tả khoa học đầu tiên năm 2002.